# Savosavo jezik
Savosavo jezik (ISO 639-3: svs; savo, savo island), jezik centralnosolomonske poodice (nekad dio istočnopapuanske), kojim govori oko 2 420 ljudi (1999. SIL; 2 200, 1998. SIL; 1 147 ljudi 1976.) na otoku Savo sjeverno od Guadalcanala u Solomonskim otocima.
U upotrebi je i pijin ili novosolomonski jezik [pis].

## Vanjske poveznice
- Ethnologue (14th)
- Ethnologue (15th)